# Chao Cuo
Chao Cuo (xinès tradicional: 晁錯, xinès simplificat: 晁错, pinyin: 'Cháo Cuò') (? 200–154 aEC) va ser un assessor polític i oficial administratiu xinès de la Dinastia Han (202 aEC – 220 EC), conegut per les seves capacitats intel·lectuals i de prospectiva en matèries marcials i polítiques. Encara que no contrari a la filosofia de Confuci (551-479 aEC), va ser descrit per posteriors erudits de Han Oriental com a legalista.
Va ser dels primers defensors de la revocació del tractat heqin amb els nòmades xiongnu del nord. Va comparar les fortaleses i debilitats relatives de les tàctiques militars dels Xinesos Han i els Xiongnu. En un treball escrit del 169 aEC, ell va advocar per una política sistemàtica de poblar i defensar les àrees de frontera. Va proposar que els migrants civils amb el suport el govern poguessen entrenar-se com milícies mentre desenvolupaven i conreaven regions remotes les quals patien sovint l'atac de forces nòmades. Va ser víctima de l'execució armada quan els seus rivals polítics en la cort imperial van convèncer a l'Emperador Jing del que la mort de Chao limitaria o almenys mitigaria la Revolta dels Set Estats.